# Żywiołak (zespół muzyczny)
Żywiołak – polska grupa muzyczna tworząca muzykę w stylu folk. Grupa została założona w 2005 przez Roberta Jaworskiego i Roberta Wasilewskiego.

## Historia
W kwietniu 2006 grupa zdobyła Grand Prix na Festiwalu Muzyki Folkowej Polskiego Radia „Nowa Tradycja”. W 2007 Żywiołak związał się z agencją koncertowo-wydawniczą Karrot Kommando, której nakładem w tym samym roku ukazał się maxi-singel pt. Muzyka psychodelicznej świtezianki. W 2007 roku utwór Oko Dybuka został wybrany przez dziennikarza Piotra Kaczkowskiego na wydaną przez Program Trzeci Polskiego Radia składankę Minimax pl 4.
Żywiołak był jednym z 13 wykonawców nominowanych do finałów polskich eliminacji Piosenka dla Europy 2008 do 53. Konkursu Piosenki Eurowizji. Zespół miał wykonać utwór „Noc Kupały”, lecz ostatecznie został zdyskwalifikowany. Stało się to z powodu piosenki, która wbrew zasadom konkursu została przez zespół zagrana przed 1 października 2007 (regulamin konkursu zabrania publikacji piosenek przed 1 października).
W 2009 roku utwór Moja Mała ukazał się na płycie Gajcy! wydanej przez Muzeum Powstania Warszawskiego.
Utwór „Ой Ти, Петре, Петре” z płyty Nowa Ex-Tradycja pojawił się w intrze do gry komputerowej Wiedźmin 2: Zabójcy królów.
Zespół wraz z ekipą dźwiękową gry World of Tanks stworzył soundtrack do mapy „Studzianki” inspirowanej Bitwą pod Studziankami, która miała miejsce pod koniec II wojny światowej.

## Muzycy
| Obecny skład zespołu - Robert Jaworski – śpiew, lira korbowa, fidel renesansowa - Wiktoria Kwiatkowska – śpiew, przeszkadzajki - Kamil Strzyżewski – gitara basowa, lutnia - Patrycja Wojkowska – instrumenty perkusyjne - Sonia Mrzygłocka-Pyć – śpiew |  | Byli członkowie zespołu - Robert „Mroq” Wasilewski – gitara basowa, lutnia, śpiew - Anna Piotrowska – śpiew - Izabela Byra – śpiew - Monika Wierzbicka – śpiew - Karina Kumorek – śpiew - Olga „Szyszka Leśna” Rembowska – śpiew, altówka - Patrycja Zisch – śpiew - Maciej Łabudzki – instrumenty perkusyjne - Maciek „Dymol” Dymek – instrumenty perkusyjne - Michał Stawarz – instrumenty perkusyjne - Emilia Zbierska - śpiew - Michał Lange – instrumenty perkusyjne - Zuzanna Ciszewska – skrzypce pięciostrunne, skrzypce barytonowe, śpiew |  |  |

## Dyskografia
| Tytuł                                   | Dane dot. albumu                                        |
| --------------------------------------- | ------------------------------------------------------- |
| Muzyka psychodelicznej świtezianki (EP) | - Data: 17 grudnia 2007 - Wydawca: Karrot Kommando      |
| Nowa Ex-Tradycja                        | - Data: 20 grudnia 2008 - Wydawca: Karrot Kommando      |
| Nowa Mix-Tradycja                       | - Data: 13 grudnia 2010 - Wydawca: Karrot Kommando      |
| Globalna wiocha                         | - Data: 7 listopada 2011 - Wydawca: Karrot Kommando     |
| Muzyka psychoaktywnego stolema          | - Data: 1 kwietnia 2016 - Wydawca: Karrot Kommando      |
| Pieśni pół/nocy                         | - Data: 10 października 2017 - Wydawca: Karrot Kommando |
| Wendzki Sznyt                           | - Data: 8 lutego 2019 - Wydawca: Karrot Kommando        |
| Dekonstrukcja historyczna I             | - Data: 9 grudnia 2022 - Wydawca: Karrot Kommando       |

## Nagrody i wyróżnienia
| Rok  | Kategoria                     | Tytułem                     | Nagroda                                         | Nota      | Źródło |
| ---- | ----------------------------- | --------------------------- | ----------------------------------------------- | --------- | ------ |
| 2006 | Grand Prix                    | Żywiołak                    | Nowa Tradycja                                   | Wygrana   | [ 2 ]  |
| 2007 | n/d                           | Żywiołak                    | Nagroda Muzyczna Programu Trzeciego – „Mateusz” | Nominacja | [ 18 ] |
| 2009 | Płyta roku                    | Nowa Ex-Tradycja            | Wirtualne Gęśle                                 | Wygrana   | [ 19 ] |
| 2012 | Album roku folk/muzyka świata | Globalna wiocha             | Fryderyki 2012                                  | Nominacja | [ 20 ] |
| 2020 | Album roku muzyka świata      | Wendzki sznyt               | Fryderyki 2020                                  | Nominacja | [ 21 ] |
| 2022 | Płyta roku                    | Dekonstrukcja historyczna I | Wirtualne Gęślę                                 | Wygrana   | [ 22 ] |